# مای‌اسپیس
مای‌اِسپِیس (MySpace) یک سرویس شبکه‌سازی اجتماعی است.
دفتر مرکزی آن در بورلی هیلز کالیفرنیا، در آمریکا جای داشت که در ساختمانی مشترک با شرکت مالک آن، یعنی نیوز کورپ دیجیتال مدیا قرار دارد. آن شرکت نیز متعلق به شرکت بزرگ رسانه‌ای نیوز کورپوریشن است.